# Musàcies
Les musàcies (Musaceae) són una família de plantes angiospermes de l'ordre de les zingiberals (Zingiberales), dins del clade de les commelínides, un subclade de les monocotiledònies. Conté més de 90 espècies, agrupades en tres gèneres. Inclou espècies natives de les zones tropicals i subtropicals d'Àfrica, els sud-est d'Àsia, Melanèsia i el nord-est d'Austràlia.

## Descripció
Són plantes herbàcies molt grans, perennes o monocàrpiques, amb rizomes o corms de creixement simpòdic. Tenen una falsa tija formada per les beines de les fulles. Les fulles són enteres, peciolades, amb la nervadura pinnada i disposades en espiral. Les flors s'agrupen en inflorescències cimoses compostes, tirs, terminals o axials. Les flors acostumen a estar protegides per grans bràctees, sovint acolorides, i disposades en espiral. Les flors poden ser hermafrodites o unisexuals, el periant està format per tres tèpals exteriors i tres interiors, sovint dos soldats i un de lliure. L'androceu és format per cinc o sis estams. Al gineceu el pistil és tricarpelar, l'ovari és ínfer i trilocular, amb nombrosos òvuls per lòcul de placentació axil·lar. El fruit és una baia, carnosa o coriàcia i seca que pot contenir entre 20 i més d'un centenar de llavors.

## Taxonomia
Aquesta família va ser descrita per primer cop l'any 1789, amb el nom de Musae, a l'obra Genera Plantarum del botànic francès Antoine-Laurent de Jussieu (1748 – 1836). La seva circumcripció era força diferent, comprenia els gèneres Musa, Heliconia, avui dia a la seva pròpia família monotípica i Ravenala, avui dia dins la família de les estrelitziàcies.

### Gèneres
Dins d'aquesta família es reconeixen els tres gèneres següents:
- Ensete Bruce ex Horan.
- Musa L.
- Musella (Franch.) C.Y.Wu ex H.W.Li